# Aviatik (Berg) DI
Aviatik (Berg) DI je bil enosedežni dvokrilni lovec, ki ga je izdelovala  avstro-ogrska podružnica nemškega letalskega podjetja Aviatik. Poznan je bil tudi kot Berg DI ali Berg Fighter, ker ga je oblikoval dipl. Ing. Julius von Berg, in da bi ga razlikovali od lovca DI, ki ga je izdelalo matično podjetje Aviatik v Nemčiji.
DI je bilo prvo lokalno lovsko letalo, ki je bilo sprejeto v avstro-ogrsko letalsko službo (Luftfahrtruppen).  Proizvajali so ga sami in po licenci številni podizvajalci. Leta 1917 je DI vstopil v službo Avstro-Ogrske in aktivno deloval v zadnjih letih prve svetovne vojne ; pogosto so ga uporabljali kot izvidnika, saj so številne lovske enote še naprej raje uporabljale nemški Albatros D.III za izvajanje operacij. Po koncu prve svetovne vojne so ga uporabljale madžarske zračne sile, Kraljeve romunske zračne sile in Kraljeve jugoslovanske zračne sile.

## Specifications (D.I)
Podatki iz Jane's Vintage Aircraft Recognition Guide The O. Aviatik (Berg) D.I
Splošne značilnosti
- Posadka: 1
- Dolžina: 686 m (2.250 ft 8 in)
- Razpon kril: 8 m (26 ft 3 in)
- Višina: 248 m (813 ft 8 in)
- Površina kril: 218 m2 (2.350 sq ft)
- Teža praznega letala: 610 kg (1.345 lb)
- Bruto teža: 852 kg (1.878 lb)
- Pogon letala: 1 × Austro-Daimler 6 6-cylinder water-cooled in-line piston engine, 147 kW (197 hp)
- Propelerji: št. lopatic: 2 fixed-pitch propeller

Zmogljivost
- Maks. hitrost: 185 km/h (115 mph; 100 kn) at sea level
- Trajanje leta: 2 hours 30 minutes
- Višina leta: 6.150 m (20.177 ft)
- Obremenitev kril: 389 kg/m2 (80 lb/sq ft)
- Razmerje moč/teža: 0.17 kW/kg (0.11 hp/lb)

Oborožitev

- Strelno orožje: 2 × fixed 8 mm Schwarzlose MG M.07/12 machine guns